# Christian Ludvig Nicolai Mynster
Christian Ludvig Nicolai Mynster (født 19. marts 1820 i København, død 16. december 1883 sammesteds) var en dansk litterat, søn af J.P. Mynster.
Omgivelserne i hjemmet satte tidlig deres præg på Mynster, hvis litterære virksomhed i det hele er som en tribut til minderne, et afdrag på den åndelige gæld, i hvilken han følte sig til det intellektuelle liv og dets bærere i Danmark i de første årtier af 19. århundrede.
Kun 16 år gammel dimitteredes Mynster som student fra Metropolitanskolen; 6 år senere blev han teologisk kandidat og viede sig efter en udenlandsrejse til lærergerningen, først i provinserne, senere i København. I anledning af hundredårsfesten for Oehlenschläger udnævntes Mynster til titulær professor.